# 舒埃維爾 (愛荷華州)
舒埃維爾（英語：Shueyville）是一個位於美國愛荷華州約翰遜縣的城市。

## 地理
舒埃維爾的座標為41°50′53″N 91°38′55″W / 41.84806°N 91.64861°W，而該地的平均海拔高度為244米（即801英尺）。

## 人口
根據2010年美國人口普查的數據，舒埃維爾的面積為4.64平方千米，當中陸地面積為4.64平方千米，而水域面積為0.00平方千米。當地共有人口577人，而人口密度為每平方千米124人。